# The Ivory Game: Das Elfenbein-Komplott
The Ivory Game: Das Elfenbein-Komplott ist ein österreichischer Dokumentarfilm über den Elfenbeinhandel. Er wird über Netflix gezeigt. Produziert wurde der Film von Terra Mater Film Studios.

## Handlung
Der Dokumentarfilm zeichnet die Wege des Elfenbein-Schmuggels in Ostafrika nach. Die Filmemacher schleusten sich in ein Elfenbeinschmuggel-Netzwerk ein und nahmen 16 Monate lang viele Facetten des Geschäftsfeldes auf. Der Film zeigt Wilderer auf der Jagd, aktive Naturschützer und Ranger in den Parks und die Arbeit des tansanischen Kriminalamtes NTSCIU.

## Folgen
Der bekannteste Elefantenschützer Tansanias und Protagonist des Films,  Wayne Lotter, wurde im August 2017 in Daressalam auf offener Straße erschossen.

## Auszeichnungen
- Gewinner Cinema for Peace Award 2017
- Gewinner International Green Film Award 2017
- Gewinner Wildscreen Festival Panda Award 2016[4]
- Nominiert Satellite Awards Best Motion Picture, Documentary 2016
- Shortlist Oscar 2016[1]